# Julodis onopordi
|                   |                      |
| Abb. 1 Aufsicht   | Abb. 2 Seitenansicht |
|                   |                      |
| Abb. 3 Unterseite | Abb. 4 Vorderansicht |

Julodis onopordi ist ein Käfer aus der Familie der Prachtkäfer und der Unterfamilie Julodinae.
Die Gattung Julodis ist weltweit mit 77 Arten vertreten, von denen sechs in Europa anzutreffen sind. Die Art Julodis onopordi ist in Europa mit den Unterarten Julodis onopordi fidelissima und Julodis onopordi sommeri vertreten.

## Bemerkungen zum Namen
Der Käfer wurde erstmals 1783 unter dem Namen Buprestis onopordi von Fabricius beschrieben. Nach der kurzen Charakterisierung der körperlichen Merkmale führt Fabricius an: habitat in Hispaniae Onopordine (lat. lebt auf Onopordon in Spanien) und gibt der Art den Artnamen onopórdi (von Onopórdon, der Eselsdistel, besagt, dass der Käfer dort anzutreffen ist).
Eschscholtz teilte 1829 die Gattung Buprestis in verschiedene Gattungen. Die Arten ohne Schildchen, deren Brust flach und der Körper behaart ist, fasste er zur Gattung Jalodis(Julodis) zusammen. Hierzu gehört auch die Art onopordi. Nach Schenkling müsste der Gattungsname Julodis korrekterweise Iulódis heißen, ist von altgr. ιουλώδης (iulódes) abgeleitet und bedeutet dem Iulus, Tausendfuß ähnlich.
Mannerheim berichtet dagegen, dass Eschscholtz selbst handschriftlich den Namen Julodis in der Mannerheim überreichten Ausgabe seines Entomologischen Atlas zu Jalodis änderte. Mannerheim interpretiert diese Änderung jedoch als Versehen von Eschscholtz und erklärt den Namen Julodis mit altgr. ιόλος (iólos, Fell), in Anspielung an das auch von Eschscholtz genannte Gattungsmerkmal der starken Behaarung der Arten der Gattung.
Der von Brullé unter dem Namen Buprestis onopordinis beschriebene Käfer beschreibt den verwandten Käfer Julodis pubescens.

## Körperbau des Käfers
Der längliche, im Querschnitt runde Körper ist hinten zugespitzt. Der Käfer ist stark behaart und wird etwa 25 Millimeter lang.
Die Fühler sind elfgliedrig, die sieben letzten Glieder sind nach innen gesägt. Die annähernd quadratische Oberlippe ist vorn ausgeschnitten, ihre Ecken abgerundet. Die starken Oberkiefer sind wenig gebogen und tragen innen einen kleinen, stumpfen Zahn. Die Kiefertaster sind viergliedrig, das verlängerte Endglied ist eiförmig und abgestutzt. Die Lippentaster sind dreigliedrig, das Endglied kegelförmig und abgestutzt.
Der Halsschild ist wenig breiter als lang, an der Basis am breitesten. Zur Flügeldeckennaht hin ist er dreieckig erweitert. Er ist unregelmäßig tief punktiert.
Die Flügeldecken sind dicht punktiert. Jede Flügeldecke hat vier graubehaarte Längsstreifen, welche durch größere, vertiefte Punkte unterbrochen sind. Das Schildchen ist rückgebildet.
Die breiten Tarsen sind alle fünfgliedrig.

## Lebensweise
Die Eier sind anfangs grünlich weiß und werden später gelblich weiß. Die Weibchen legen die Eier ohne sonderliche Vorsorge auf dem Boden ab. Die Larven des 1. Stadiums haben die typische Form der Prachtkäfer, allerdings ist der Hinterleib sehr kurz. Die starken Oberkiefer und die dichte Behaarung der Larven ermöglichen es ihnen, sich ohne Mühe einzugraben. Sie sind polyphag und fressen im Boden verschiedene Wurzeln von Kräutern, Büschen oder sogar Bäumen.

## Verbreitung
Von der Art Julodis onopordi ist die Nominatform Julodis onopordi onopordi auf Nordafrika beschränkt. In Europa findet man die Unterart Julodis onopordi fidelissima nur auf der Iberischen Halbinsel (im Süden und Westen Spaniens und Portugals), die Unterart Julodis onopordi sommeri im Norden und Osten Spaniens und in Frankreich. Die Verbreitungsgebiete der beiden Unterarten überschneiden sich jedoch.